# Schienenverkehr im Sudan

Streckennetz

Die Eisenbahn im Sudan war bis in die 1970er Jahre das wichtigste Transportmittel auf Langstrecken im Sudan, besitzt jedoch seit den 1990er Jahren nur noch eine untergeordnete Bedeutung. Die Bahn wurde im Personenfernverkehr durch moderne Reisebusse und im Güterverkehr durch Sattelzüge abgelöst.

## Geschichte

### Kolonialzeit

#### Staatsbahn
Die von der Natur vorgegebene zentrale Transportroute im Sudan ist der Nil. Er ist jedoch südlich von Assuan nicht mehr durchgehend schiffbar, da er zwischen Khartum und Assuan von 6 Katarakten unterbrochen wird. Außerdem weist der Fluss auf dieser Strecke einen groß dimensionierten S-förmigen Verlauf auf, der die zurückzulegende Wegstrecke gegenüber der Luftlinie um mehrere hundert Kilometer verlängert.
Der erste Bahnbau im Sudan, die durch Ägypten initiierte Bahnstrecke Wadi Halfa–Kerma, wurde am 15. Februar 1875 von Wadi Halfa aus begonnen und umfuhr den 2. und 3. Katarakt. Als Spurweite wurde Kapspur gewählt. Die Arbeiten am Projekt mussten zunächst wegen Geldmangel, später wegen der Mahdisten-Unruhen erneut eingestellt werden. Schließlich führte der Krieg der Briten gegen die Mahdisten dazu, dass die Arbeiten wiederaufgenommen wurden und die Strecke 1897 fertiggestellt wurde. Sie wurde dann aber nur bis zum Jahresende 1904 betrieben.
Die Bahnstrecke Khartum–Wadi Halfa wurde als Nachschubweg für die im Sudan vorrückenden Truppen von Wadi Halfa aus am 4. Januar 1900 eröffnet. Auch sie wurde in Kapspur errichtet, eine Spurweite, die damit zum Standard für den weiteren Bahnbau im Sudan wurde. Die Strecke erhielt noch eine Stichbahn nach Meroe, die den 4. Katarakt des Nils umfuhr.
Außerdem wurde an diese Strecke in Atbara  ab 1904 die Bahnstrecke Atbara–Port Sudan zum Hafen von Port Sudan angesetzt, die am 26. Januar 1906 in Betrieb ging und zum einen dazu diente, Khartum besser und günstiger zu versorgen aber auch militärisch von hoher Bedeutung war.
Der Ausbau der Bahn von Khartum nach Süden erfolgte ab dem Winter 1906/07. 1912 war El Obeid erreicht. Mit dieser Strecke verbanden sich weitreichende Projekte in die britischen Kolonien in Zentral- und Südafrika: Diese kamen aber durch den Ausbruch des Ersten Weltkriegs nicht mehr zustande. Ende der 1950er Jahre folgten Verlängerungen der Strecke nach Nyala und Wau.
Eine in den 1920er Jahren gebaute, von Sannar über Al-Qadarif und Kassala an die Strecke von Atbara nach Port Sudan anknüpfende Bahnverbindung diente dem Abtransport von Baumwolle aus der Gezira-Ebene. Sie wurde 2005 stillgelegt.

#### Dschazira-Eisenbahn
Die Feldbahn des Dschazira-Projekts (Sudan Gezira Board), die Dschazira-Eisenbahn, die ebenfalls seit den 1920er Jahren entstand, war eines der umfangreichsten Feldbahnnetze Afrikas. Sie hatte die Spurweite 610 mm. Sie scheint noch in Betrieb zu sein.

#### Straßenbahn
In Khartum gab es ab 1903 eine Dampfstraßenbahn. Diese Straßenbahn wurde später elektrifiziert. Ein Straßenbahnbetrieb existiert dort heute aber nicht mehr.

### Republik Sudan

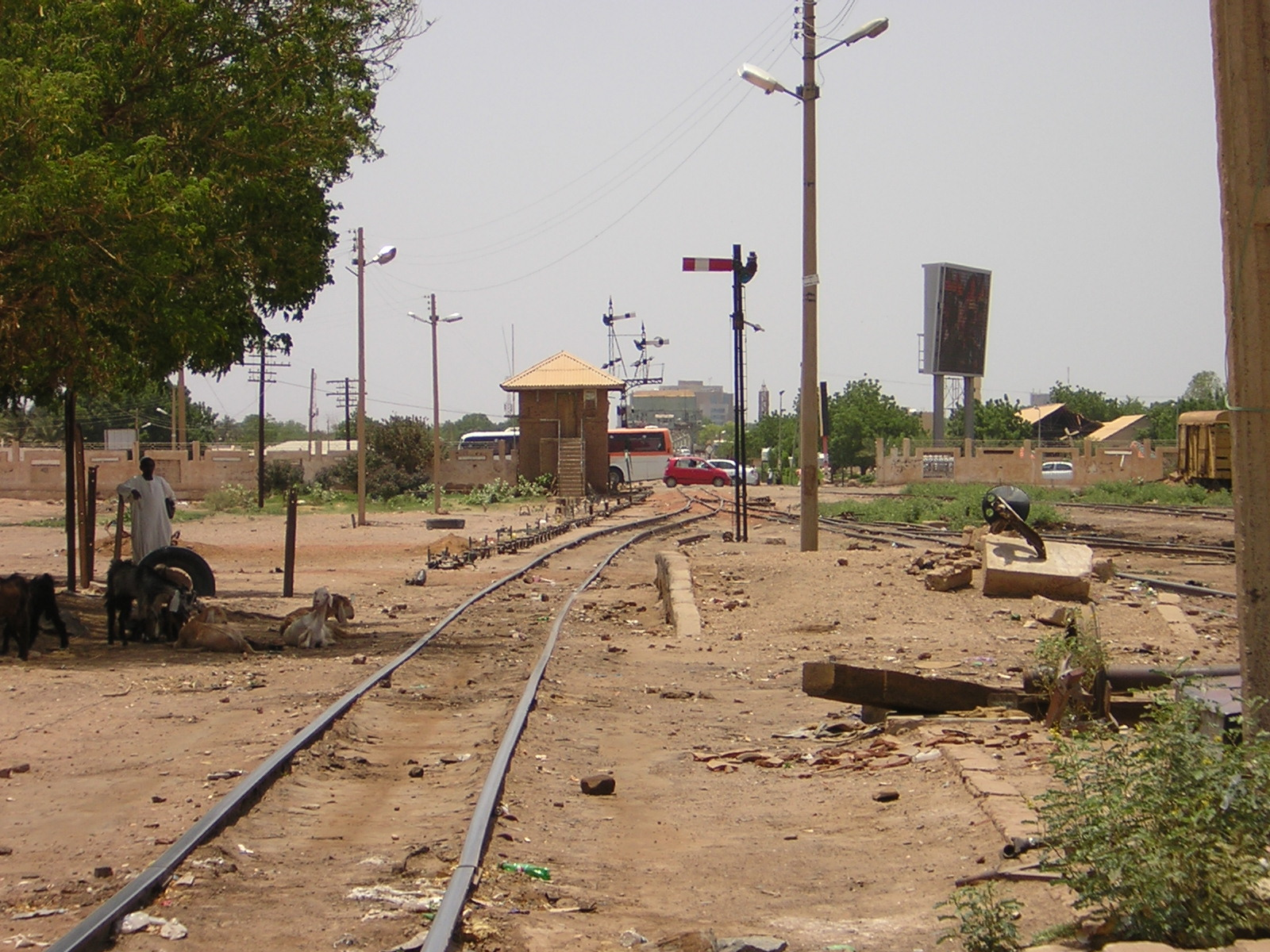
In der Nähe des Bahnhofs von Khartum-Bahri

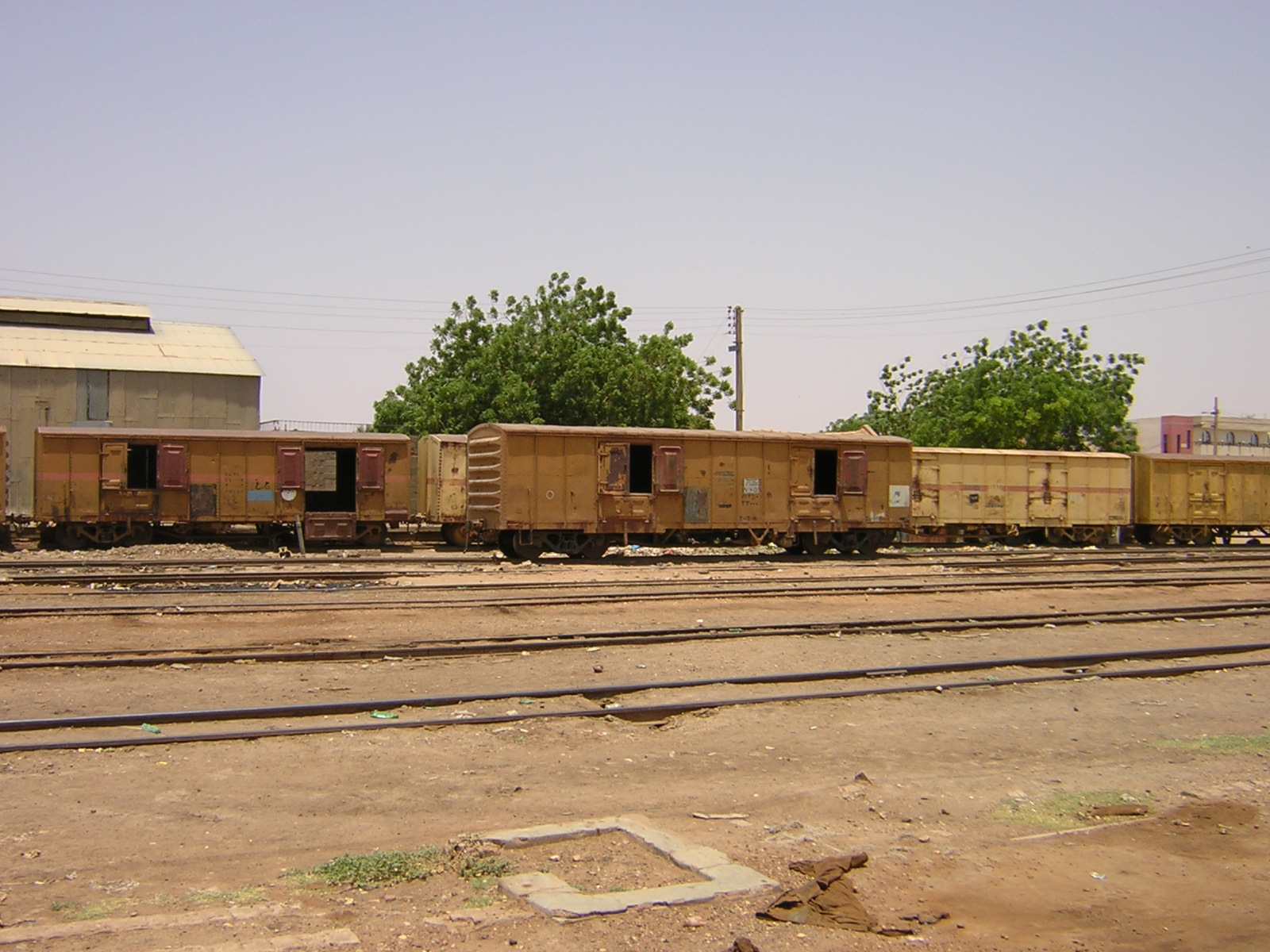
Güterwaggons im Bahnhof von Khartum-Bahri

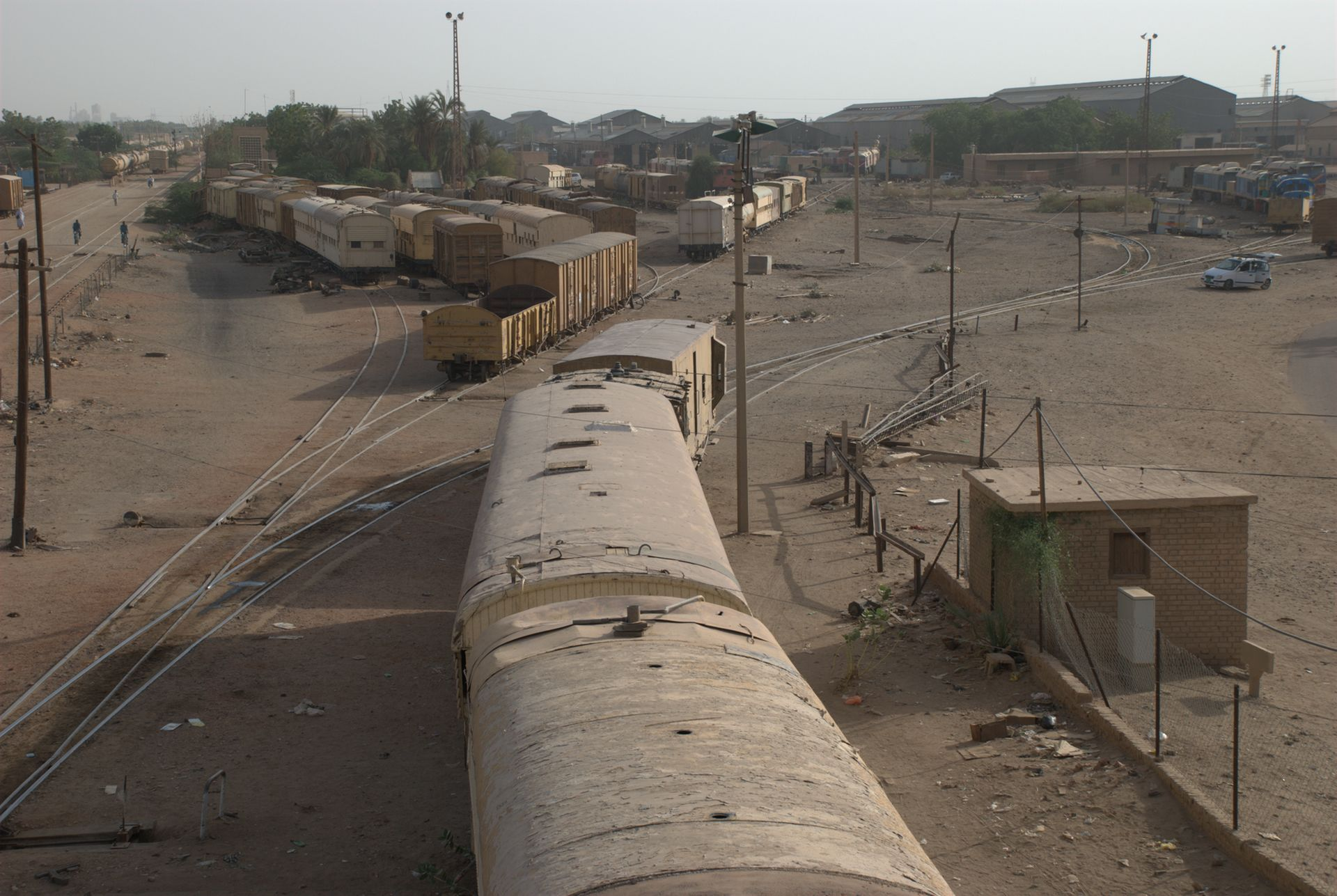
Bahnbetriebswerk in Atbara

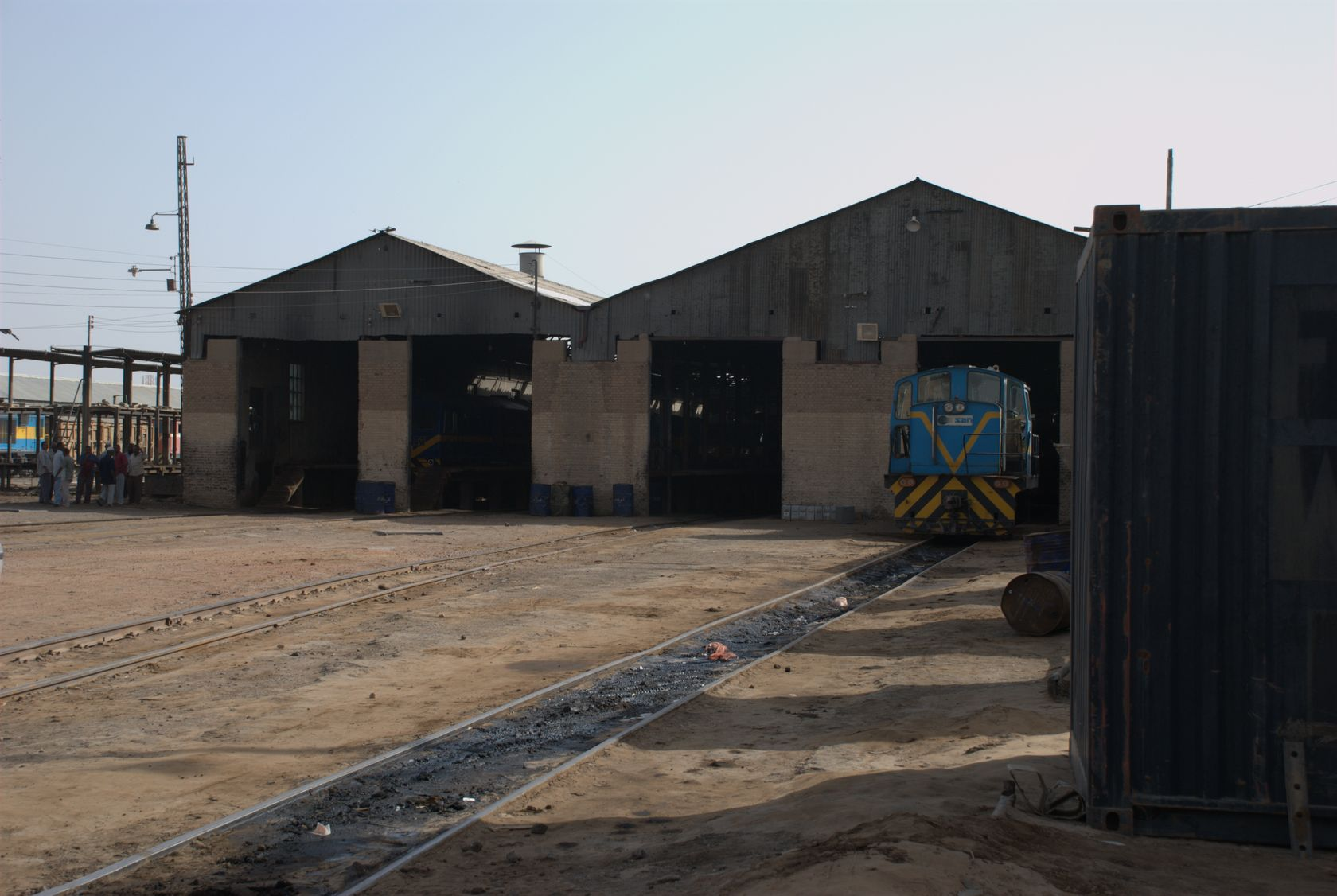
Bahnbetriebswerk in Atbara

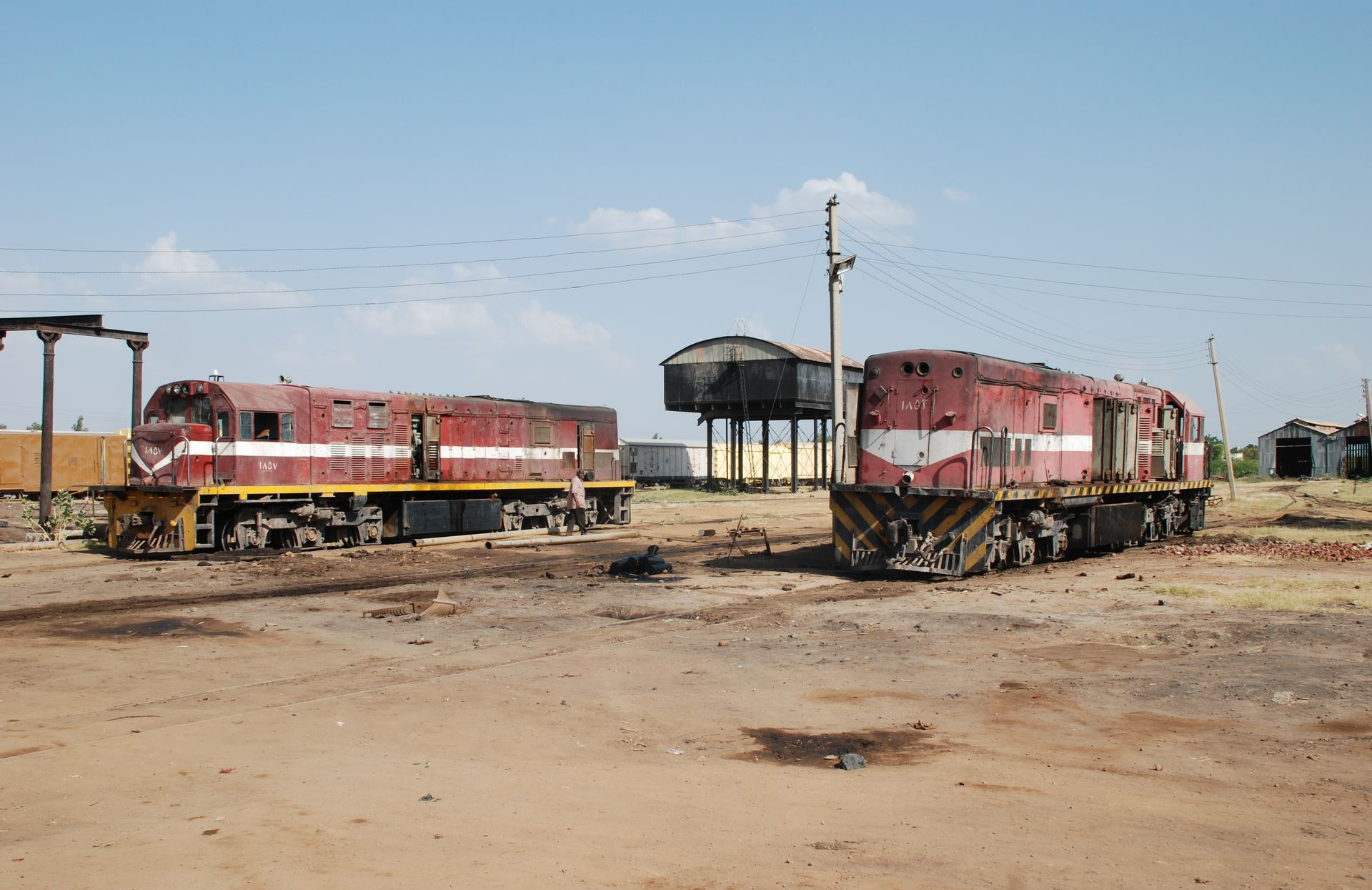
Bahnhof Kosti am Nilufer. Für den Südsudan bestimmte Güter werden hier auf Frachtkähne umgeladen

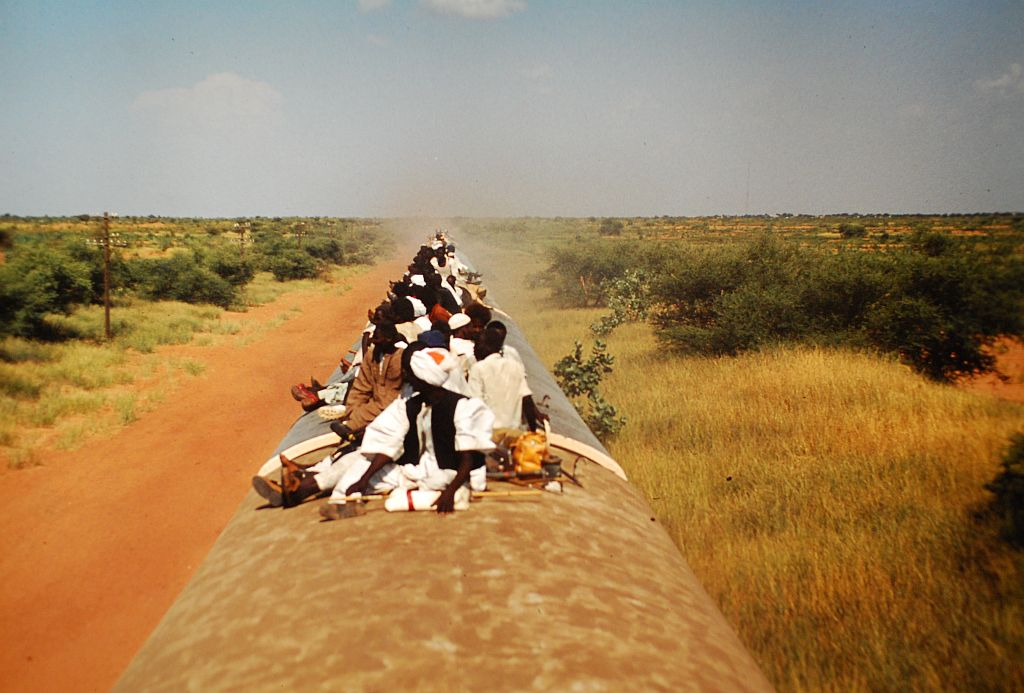
Ehemalige dritte Klasse zwischen Babanusa und Aweil im Südsudan

Mit Hilfe eines Weltbankkredits erfolgte um 1959 der Ausbau des Netzes von El Obeid nach Westen über Babanusa nach Nyala und 1961 von Babanusa nach Süden bis Wau (1961).
Der Personenverkehr auf dieser Strecke wurde 1991 eingestellt; der Zugverkehr in den folgenden Jahren diente dem Transport von Rüstungsgütern in die von der Armee gehaltene Stadt Wau. Im weiteren Verlauf des Krieges wurde die Bahnverbindung zerstört. Erst seit 2010 ist sie wieder befahrbar. Der südliche Abschnitt der Strecke mit einer Länge von 248 km liegt in dem seit dem 9. Juli 2011 unabhängigen Südsudan.
Bis zum Beginn der 1970er Jahre hatte die Eisenbahn in Sudan weitgehend das Transportmonopol für den Fernverkehr. 75 Prozent der exportierten und importierten Waren wurden auf der Schiene transportiert. Auf allen Linien wurde Personenverkehr angeboten.
Seit den 1970er Jahren wurde in der sudanesischen Verkehrspolitik anstelle der Bahn der Ausbau der Fernstraßen favorisiert. In die Eisenbahninfrastruktur wurde nicht mehr, in den Fahrzeugbestand kaum noch investiert. So ging die Nutzung der Bahn drastisch zurück. Die Menge der mit ihr transportierten Güter sank zwischen 1970 und 1990 um 80 Prozent, 40 Prozent der Beförderungskapazität der Bahn blieben ungenutzt. Der Bahnbetrieb wies nun massive Defizite auf.
Die Umstellung von Dampflokomotiven auf Diesellokomotiven erfolgte in den 1970er Jahren, obwohl einzelne Dampflokomotiven bis in die 1990er Jahre in Betrieb waren.

### Eisenbahnreform
Um die Eisenbahn zu retten, fand im August 1991 ein nationaler Kongress statt. Dieser empfahl unter anderem:
- die Schulden der Eisenbahn bei Regierung und Zentralbank zu streichen,
- der Eisenbahnverwaltung Handlungsfreiheit bei der Verfolgung einer der Eisenbahn günstigen Strategie zu geben und
- die Eisenbahn zu einem ausschließlich kommerziell arbeitenden Betrieb umzugestalten, dessen Transporttarife kostendeckend sind oder sogar einen Überschuss zu erwirtschaften, um Modernisierungsprojekte aus eigenen Mitteln finanzieren zu können.

Dieser Ansatz scheiterte an der Tatsache, dass Bahnen, die ihre eigene Infrastruktur bezahlen müssen, in Konkurrenz zum Straßenverkehr, dem seine Infrastruktur von staatlicher Seite zur Verfügung gestellt wird, wirtschaftlich nicht konkurrenzfähig sind. Die Empfehlungen des Kongresses wurden aber zunächst umgesetzt. Infolgedessen und durch Investitionen in die Infrastruktur verdreifachte sich das Transportaufkommen der Bahn bis 1995. Zu den in Angriff genommenen Verbesserungen zählte, dass die Kommunikationsmittel modernisiert wurden. Es wurden Funkgeräte für Mittel- und Kurzwelle beschafft. Die Reparatur der in Betrieb verbliebenen Strecken wurde angegangen. Wichtigere Bahnhöfe erhielten Faxanschluss. Fahrzeuge wurden instand gesetzt. Die Zahl der betriebsfähigen Lokomotiven für den Fernverkehr wurde von 34 auf 55 erhöht, zehn neu beschafft. Die Zahl der Rangierlokomotiven wurde von 7 auf 11 erhöht. 30 Viehwaggons wurden wieder hergestellt, auch einige Güterwagen im Iran neu gekauft. Die Ausrüstung der Werkstätten wurde modernisiert. Das Personal erhielt Aus- und Weiterbildungen.
Neu angelegt wurden die Strecken El Obeid – Ölraffinerie El Obeid und al-Mujallad – Ölfeld Abu Jabira. Auf der Weststrecke wurden sieben Brücken und auf der Strecke Wadi Halfa – Khartum 80 Brücken erneuert, die Strecke Khartum – Jelli repariert. Für das Neubauprojekt der alten Verbindung Sallum (28 Kilometer südlich Bur Sudan) – Suakin wurden die Vermessungsarbeiten abgeschlossen.
Im April 2022 unterzeichnete Ägypten und Kuwait ein Abkommen über 750.000 Kuwait-Dinar (2,45 Mio. US-Dollar), das die Projektierung einer 363,5 km langen Bahnstrecke zwischen Ägypten und Sudan vorsieht. Die Bahn soll in zwei Bauabschnitte aufgeteilt werden. Der erste 285 km lange Abschnitt wird im Süden von Ägypten von Assuan nach Abu Simbel führen, der zweite 80 km lange Abschnitt wird Abu Simbel über die Grenze mit Wadi Halfa verbinden.

## Infrastruktur
Das Schienennetz ist eingleisig und umfasste 1961 – im Jahr seiner größten Ausdehnung – 5995 Kilometer. Heute sollen noch 4750 km in Betrieb sein. Durch den Sezessionskrieg im Südsudan wurde seitdem ein Teil des Netzes im Südwesten des Landes unbefahrbar.
Strecken
Neben den oben aufgezählten Strecken sind noch in Betrieb:
- Sennar – Ad Damazin
- El Obeid – Ölfeld von Abu Khiraz
- Muglad – Ölfeld Abu Jabra

## Betrieb
Der Verkehr auf den Strecken der sudanesischen Eisenbahn ist langsam und ineffizient. Selbsteinschätzung ist, dass der Zustand des Eisenbahnsystems „katastrophal“ sei. Der Verkehr wird von fünf regionalen Kontrollzentren aus gelenkt. In Atbara besteht heute das einzige noch in Betrieb befindliche Bahnbetriebswerk der Eisenbahnen des Sudan. Zusätzlich gibt es weitere kleinere Ausbesserungswerke in Kassala, Kusti, Sannar, El Obeid und ar-Rahad.

### Personenverkehr
Im Personenverkehr werden nur noch wenige Verbindungen angeboten. Der Personenverkehr zwischen Atbara und Bur Sudan ist seit etwa 2007 eingestellt. Eine wöchentliche Verbindung besteht in jeder Richtung zwischen Khartum und Wadi Halfa (Reisezeit 36 Stunden). Verstärkt wird der Personenverkehr auf dieser Strecke durch eine nächtliche Verbindung Khartum – Atbara. Die Reisezeit beträgt etwa neun Stunden (ohne Schlafwagen oder Klimaanlage). Die Verbindung Khartum – Nyala wird vierzehntäglich angeboten. Die Reisezeit beträgt planmäßig vier Tage, in der Praxis aber bis zu sieben Tage. Diesem Zug fährt ein Sicherungszug mit gepanzertem Wagen voraus. Der Zug wurde in Khartum mit einer Länge von 13–15 Wagen beobachtet, die bis an die Kapazitätsgrenze besetzt waren.

### Güterverkehr
Für den Güterverkehr von einiger Bedeutung sind heute die Strecken von den beiden Häfen Bur Sudan und Wadi Halfa in die Hauptstadt und gelegentlich weiter über Kusti nach Nyala. Die Verbindung Bur Sudan – Khartum weist zwei Drittel des gesamten Transportaufkommens der Eisenbahn auf. Einen Schwerpunkt sieht die Bahn künftig im Transport von Erdöl und Erdölprodukten. Für den Kauf von Lokomotiven und Wagen zum Öltransport sowie für Schwellen und Ersatzteile wurden der Bahn 10 Millionen US-Dollar zur Verfügung gestellt.

### Filme
- Beyer-Garratt Locomotives on Sudan Railways. Großbritannien 1948. 16 mm Farbfilm, 38 Minuten.[14]